# Mermessus augustalis
Mermessus augustalis là một loài nhện trong họ Linyphiidae.
Loài này thuộc chi Mermessus. Mermessus augustalis được miêu tả năm 1933 bởi Crosby & Bishop.